# Мерла (Леко)
Мерла је насеље у Италији у округу Леко, региону Ломбардија.
Према процени из 2011. у насељу је живело 7 становника. Насеље се налази на надморској висини од 496 м.